# Mouv' (parti politique)
Ne doit pas être confondu avec Mouv'.
Mouv' est un ancien parti politique progressiste italien de la Vallée d'Aoste, créé en 2018 et dissous en 2024.

## Historique
En juin 2016, l'Union valdôtaine progressiste (UVP) décide de rejoindre le gouvernement dirigé par Auguste Rollandin, de l'Union valdôtaine (UV). Opposés à cette décision, Lucien Caveri et Claudio Brédy quittent le parti en signe de protestation, bientôt rejoints par Elso Gérandin. Le 26 janvier 2017, les trois hommes créent le « mouvement d'opinion » Mouv'.
Le 24 février 2018, le mouvement se transforme en parti politique lors de son assemblée constitutive dans la perspective des élections régionales.
À l'issue des élections régionales du 20 mai 2018, Mouv' totalise 7,13 % des voix et obtient trois sièges de conseillers occupés par Elso Gérandin, Roberto Cognetta et Stefano Ferrero, ces deux derniers ayant quitté le Mouvement 5 étoiles. Le 27 juin suivant, le parti soutient l'élection de Nicoletta Spelgatti de la Ligue du Nord, comme présidente du nouveau gouvernement de coalition avec la Stella Alpina, Pour notre vallée et ALPE. Elso Gérandin devient vice-président et assesseur chargé de l'agriculture et de l'environnement. En raison de dissensions, le gouvernement démissionne en décembre de la même année et Mouv' se retrouve dans l'opposition.
Le 1er janvier 2020, les conseillers Cognetta et Ferrero quittent le mouvement pour créer un nouveau parti appelé Vdalibra.
Pour les élections régionales anticipées de septembre 2020, Mouv' présente la liste « Vallée d'Aoste unie » qui recueille 8,14 % des voix et obtient trois sièges au Conseil de la Vallée.
Le 16 juin 2024, le parti annonce sa fusion avec l'Union valdôtaine.